# 月蝕會議
月蝕會議（げっしょくかいぎ）は、日本の音楽クリエイターギルドバンド。

## 略歴
個人でも活動する音楽クリエイターが集まり、2017年6月15日に始動した。同日、YouTube公式チャンネルにオリジナル曲「死んでよダーリン」を公開した。メンバーはエンドウ.、Billy、鳥男、楠瀬タクヤ、岩田アッチュの5人にキリンが歌唱で参加。バンドとして自身の楽曲を発表するほか、外部アーティストや作品のプロデュース、バンドサポートも行う。
プロデュース第1弾として、上坂すみれの8枚目のシングル表題曲「踊れ!きゅーきょく哲学」の作詞、作曲、編曲、プロデュースを担当した。
｢美少女戦士セーラームーン｣25周年記念トリビュートアルバム｢美少女戦士セーラームーン 25TH ANNIVERSARY MEMORIAL TRIBUTE」では「ラ・ソウルジャー(La soldier)」「風も空もきっと…」の2曲を担当した。
2018年6月より開催されたイヤホンズ3周年記念ライブツアー『Some Dreams Tour 2018 〜新次元の未来泥棒ども〜』では、全公演にてバックバンドを担当した。7月よりスタートしたTVアニメ「Back Street Girls-ゴクドルズ-」の劇中挿入歌・音楽を担当。7月12日～16日までAiiA 2.5 Theater Tokyoにて上演された舞台「魔法先生ネギま！〜お子ちゃま先生は修行中！〜」の音楽も担当。その他、男性声優による音楽原作キャラクターラッププロジェクト「ヒプノシスマイク -Division Rap Battle-」の楽曲もいくつか手掛けている。
2019年7月15日に開催されたキングレコード内レーベルEVIL LIVE RECORDS主催のフェス「EVIL LINE RECORDS 5th Anniversary FES.“EVIL A LIVE” 2019」にて月蝕會議としての初のパフォーマンスを果たす。同イベントのためにサイプレス上野とロベルト吉野、「ヒプノシスマイク-Division Rap Battle-」とのコラボ曲「The Three Musketeers Mic Relay」も共同制作されている。
2019年10月31日（木）代官山UNIT　にて初のワンマンライブ「第一回月蝕公開會議」を実施。チケットはソールドアウトとなった。

## メンバー
| 名前         | 担当             | 担当楽器                               | 備考                                                                                     |
| ------------ | ---------------- | -------------------------------------- | ---------------------------------------------------------------------------------------- |
| エンドウ.    | 作詞・作曲・編曲 | ギター                                 | 月蝕會議のバンドマスター。GEEKSのメンバー。                                              |
| Billy        | 作詞・作曲・編曲 | ギター                                 | 猫騙、TRUSTRICKの元メンバー。                                                            |
| 鳥男         | 作詞・作曲・編曲 | ベース、キーボード、ギター、ドラムス。 |                                                                                          |
| 楠瀬タクヤ   | 作詞・作曲・編曲 | ドラムス                               | 元Hysteric Blueのメンバー。                                                              |
| 岩田アッチュ | 作詞・作曲・編曲 | キーボード                             | NIRGILISのメンバー。子育てを理由に、2020年10月31日のライブをもって非常勤メンバーに就任。 |
| キリン       | 歌唱             |                                        |                                                                                          |

## 作品

### 配信限定シングル
| 発売日         | タイトル                    | レーベル       |
| -------------- | --------------------------- | -------------- |
| 2017年8月12日  | 行方知レズ                  | キングレコード |
| 2019年11月1日  | BUG FIXER                   | キングレコード |
| 2020年10月10日 | 眞夜中サロン                | キングレコード |
| 2021年8月19日  | 夜光蟲                      | キングレコード |
| 2021年9月17日  | チュラタ チュラハ           | キングレコード |
| 2021年10月1日  | Ne音テトラ                  | キングレコード |
| 2021年10月8日  | Moon Effect                 | キングレコード |
| 2021年10月15日 | シュワーガール              | キングレコード |
| 2023年3月31日  | 月夜のタクト (セルフカバー) | キングレコード |
| 2023年4月28日  | たゆたう花                  | キングレコード |
| 2023年5月26日  | Avec toi                    | キングレコード |
| 2023年6月23日  | アシメトリー                | キングレコード |
| 2023年9月15日  | 薫風の茉莉花                | キングレコード |
| 2023年10月20日 | 時の輪                      | キングレコード |

### アルバム
| 発売日         | タイトル                                                     | 収録曲 | レーベル       |
| -------------- | ------------------------------------------------------------ | --- | -------------- |
| 2017年12月29日 | 月蝕會議 2017年度議事録                                      | 1. 死んでよダーリン 2. 行方知レズ 3. Caligula syndrome 4. You&I 5. シオン 6. 踊れ!きゅーきょく哲学 7. ツバサ 8. 応援歌! | キングレコード |
| 2019年7月25日  | 月蝕會議 2018年度議事録                                      | 1. アイラブユーって言ってよ 2. トリック・オア・ドリーム 3. シャンパンゴールド 4. マスカレイド 5. センセンフコク 6. if 7. 風も空もきっと… 8. ラ・ソウルジャー 9. 99 ILLUSION! 10. 恋のサカズキ 11. DEFRAGMENTATION 12. 新次元航路 | キングレコード |
| 2021年4月12日  | Back Street Girls-ゴクドルズ- オリジナル・サウンドトラック   | | キングレコード |
| 2021年4月12日  | 斗え!スペースアテンダントアオイ オリジナル・サウンドトラック | | キングレコード |

### 参加作品
| 発売日        | タイトル                                                       | 収録曲                                                                                | 備考 |
| ------------- | -------------------------------------------------------------- | ------------------------------------------------------------------------------------- | ---- |
| 2017年10月4日 | TVアニメ「18if」主題歌集                                       | 行方知レズ                                                                            |      |
| 2018年4月4日  | 美少女戦士セーラームーン THE 25TH ANNIVERSARY MEMORIAL TRIBUTE | ラ・ソウルジャー (La Souldier) 風も宇宙もきっと…                                      |      |
| 2019年7月12日 | EVIL LINE RECORDS 5th Anniversary FES. EP "EVIL A LIVE"        | The Three Musketeers Mic Relay / サイプレス上野とロベルト吉野×月蝕會議×The Dirty Dawg |      |

### 楽曲提供
- Hey! Say! JUMP
  - 「言葉はいらない」（2020年）※作詞・作曲・編曲
- 上坂すみれ8thシングル表題曲「踊れ!きゅーきょく哲学」（2017年）※作詞（上坂すみれと共作）※作曲・編曲[7]
- イヤホンズ
  - 「応援歌!」（2017年）※作曲・編曲[8]
  - 「新次元航路」（2018年）※作曲・編曲
  - 「わがままなアレゴリー」（2018年）※作詞・作曲・編曲
    - 「わがままなアレゴリー!!!」（2020年）※作詞・作曲・編曲（楽曲アレンジ）

  - 「チュラタ チュラハ」（2019年）※作詞・作曲・編曲
  - 「耳の中へ!!!」（2020年）※編曲（楽曲アレンジ）
  - 「渇望のジレンマ」（2020年）※作詞・作曲・編曲
  - 「背中のWING!!!」（2020年）※編曲（楽曲アレンジ）
  - 「忘却」（2020年）※作詞・作曲・編曲
  - 「再生」（2020年）※作詞・作曲・編曲
  - 「循環謳歌」（2020年）※作詞・作曲・編曲
  - 「それが声優! 2021」（2021年）※作曲・編曲
  - 「かなしみ」（2021年）※編曲
  - 「リクエスト」（2024年）※編曲
  - 「だから大丈夫」（2024年）※作曲・編曲
- TVアニメ『18if』
  - 第6話エンディングテーマ「行方知レズ」※作詞・作曲・編曲
  - 第9話エンディングテーマ「ツバサ」（2017年）※作詞・作曲・編曲[9]
- ももいろクローバーZ　　
  - 「トリック・オア・ドリーム」（2017年）※作詞・作曲・編曲[10]
  - 「ロードショー」（2019年）※作詞・作曲・編曲
  - 「月色Chainon」（2021年）※編曲（映画「劇場版 美少女戦士セーラームーンEternal」主題歌）
- ヒプノシスマイク-Division Rap Battle- 　　　
  - イケブクロ・ディビジョン
    - 「俺が一郎」※作曲・編曲
    - 「センセンフコク」※作詞・作曲・編曲
    - 「IKEBUKURO WEST GAME PARK」※作曲・編曲

  - シンジュク・ディビジョン
    - 「シャンパンゴールド」※作曲・編曲
- S.S.D.S「愛のビーチフラッグ」 Dr.HAYAMI ＆ 新田龍之介 （速水 奨 ＆ 増田俊樹） ※作詞・作曲・編曲
- 霧谷玲司（置鮎龍太郎）「静寂なんてぶっとばせ！ 」 ※作詞・作曲・編曲
- 時岡進太郎（佐藤拓也）「if 」※作詞・作曲・編曲
- 新田恵海 「マスカレイド」※作詞・作曲・編曲
- PS4ゲーム「Death end re;Quest」※音楽担当
- TVアニメ「Back Street Girls －ゴクドルズ－」劇伴音楽担当
- 「少女☆歌劇 レヴュースタァライト」舞台版1stシングル「99 ILLUSION！」※作詞・作曲・編曲
- A3!ガイキャラクターソング「DEFRAGMENTATION」※作詞・作曲・編曲
- アニメ「斗え！スペースアテンダントアオイ」※音楽担当
- サイプレス上野とロベルト吉野×月蝕會議×The Dirty Dawg（from『ヒプノシスマイク-Division Rap Battle-』）「The Three Musketeers Mic Relay」※作曲・編曲
- あんさんぶるスターズ！！シャッフルユニットBranco「Sweet Sweet White Song」※作曲・編曲
- 超人的シェアハウスストーリー『カリスマ』
  - 天堂天彦（CV.橋詰知久）
    - 「VIVA LA LIBERATION」※作詞・作曲・編曲
    - 「ムンラホルマオ」※作曲・編曲

  - 七人のカリスマ
    - 「カリスマピクニック」※作詞・作曲・編曲

  - 舞台「カリスマ de ステージ」劇伴音楽担当
- TWO-MIX
  - 「TWO-MIX 25th ANTHEM MEDLEY　The Collaboration between TWO-MIX & 月蝕會議」（2021年）※編曲
- EVIL LINE RECORDS 10th Anniversary FES.“EVIL A LIVE” 2024　コラボ曲「14人のオトナ」※作詞・作曲・編曲

## タイアップ
| 曲名         | タイアップ                                                                 |
| ------------ | -------------------------------------------------------------------------- |
| たゆたう花   | Nintendo Switchソフト「終遠のヴィルシュ -EpiC:lycoris-」オープニングテーマ |
| Avec toi     | Nintendo Switchソフト「終遠のヴィルシュ -EpiC:lycoris-」エンディングテーマ |
| アシメトリー | Nintendo Switchソフト「終遠のヴィルシュ -EpiC:lycoris-」エンディングテーマ |
| 薫風の茉莉花 | Nintendo Switchソフト「マツリカの炯-kEi- 天命胤異伝」オープニング主題歌    |
| 時の輪       | Nintendo Switchソフト「マツリカの炯-kEi- 天命胤異伝」エンディングテーマ    |

## ライブ
・第一回月蝕公開會議
　2019年10月31日（木）代官山UNIT　（ゲスト：天﨑滉平、石谷春貴、木島隆一、木村昴、高野麻里佳、長久友紀）